# Lijst van burgemeesters van Winkel
Dit is een lijst van burgemeesters van de voormalige Nederlandse gemeente Winkel tot die gemeente in 1970 fuseerde met Oude Niedorp en Nieuwe Niedorp tot de nieuwe gemeente Niedorp.
| Ambtsperiode | Naam burgemeester                     | Partij of stroming | Bijzonderheden                                                            |
| ------------ | ------------------------------------- | ------------------ | ------------------------------------------------------------------------- |
| 18?? - 1838  | Arien Hauwert                         |                    |                                                                           |
| 1838 - 1846  | Klaas (K.) Slooves                    |                    |                                                                           |
| 1847 - 1849  | G.H. Pijl                             |                    |                                                                           |
| 1849 - 1859  | Fredrik (F.) Sieuwerts (ca.1804-1859) |                    |                                                                           |
| 1859 - 1884  | Hendrik (H.) Koomen                   |                    |                                                                           |
| 1884 - 1895  | Heertje (H.) Rezelman                 |                    |                                                                           |
| 1896 - 1926  | Jan (J.) Koomen Hz                    |                    |                                                                           |
| 1926 - 1935  | J. Koster                             |                    | voorheen burgemeester van Callantsoog                                     |
| 1935 - 1946  | Jacob (J.) Zwart                      |                    |                                                                           |
| 1946 - 1966  | Jacob (J.) Baken                      | PvdA               | tevens burgemeester van Nieuwe Niedorp                                    |
| 1966 - 1970  | Adriaan (A.) Anker                    | PvdA               | tevens burgemeester van Oude Niedorp en Nieuwe Niedorp, later van Niedorp |